# Lovesexy (альбом Прінса)
Lovesexy — десятий студійний альбом американського співака та композитора Прінса, випущений 10 травня 1988 року на лейблі Warner Bros. Records та Paisley Park Records. Альбом був записаний всього за сім тижнів.
Отримавши суперечливі відгуки, альбом посів 11 місце в Billboard 200. Це найменш популярний альбом Прінса на території США починаючи з 1980 року. Альбом став золотим у грудні 1988 року.
Обкладинка альбому, на якій зображений оголений Прінс, викликала деякі суперечки щодо релізу альбому.

## Список пісень
Автор музики і слів Прінс. 
| Перша сторона | Перша сторона  | Перша сторона |
| #             | Назва          | Тривалість    |
| ------------- | -------------- | ------------- |
| 1.            | «Eye No»       | 5:47          |
| 2.            | «Alphabet St.» | 5:38          |
| 3.            | «Glam Slam»    | 5:04          |
| 4.            | «Anna Stesia»  | 4:56          |

| Друга сторона | Друга сторона      | Друга сторона |
| #             | Назва              | Тривалість    |
| ------------- | ------------------ | ------------- |
| 5.            | «Dance On»         | 3:44          |
| 6.            | «Lovesexy»         | 5:48          |
| 7.            | «When 2 R in Love» | 4:01          |
| 8.            | «I Wish U Heaven»  | 2:43          |
| 9.            | «Positivity»       | 7:15          |

## Чарти
| Чарт (1988)                                          | Найвища позиція |
| ---------------------------------------------------- | --------------- |
| Australian Albums (Australian Music Report)          | 8               |
| Австрія Austrian Albums (Ö3 Austria)                 | 3               |
| Канада Canada Top Albums/CDs (RPM)                   | 7               |
| Нідерланди Dutch Albums (MegaCharts)                 | 1               |
| European Albums (Music & Media)                      | 1               |
| Finnish Albums (Suomen virallinen lista)             | 4               |
| French Albums (IFOP)                                 | 9               |
| Німеччина German Albums (Offizielle Top 100)         | 4               |
| Italian Albums (Musica e dischi)                     | 1               |
| Нова Зеландія New Zealand Albums (Recorded Music NZ) | 1               |
| Норвегія Norwegian Albums (VG-lista)                 | 2               |
| Spanish Albums (AFYVE)                               | 17              |
| Швеція Swedish Albums (Sverigetopplistan)            | 1               |
| Швейцарія Swiss Albums (Schweizer Hitparade)         | 1               |
| Велика Британія UK Albums (OCC)                      | 1               |
| США Billboard 200                                    | 11              |
| США Top R&B/Hip-Hop Albums (Billboard)               | 5               |

| Чарт (2016)                        | Найвища позиція |
| ---------------------------------- | --------------- |
| Франція French Albums (SNEP)       | 146             |
| Шотландія Scottish Albums (OCC)    | 74              |
| Велика Британія UK Albums (OCC)    | 75              |
| США Top Catalog Albums (Billboard) | 26              |

| Чарт (1988)                           | Позиція |
| ------------------------------------- | ------- |
| Austrian Albums (Ö3 Austria)          | 10      |
| Canada Top Albums/CDs (RPM)           | 48      |
| Dutch Albums (Album Top 100)          | 12      |
| European Albums (Music & Media)       | 10      |
| German Albums (Offizielle Top 100)    | 26      |
| Swiss Albums (Schweizer Hitparade)    | 23      |
| UK Albums (Gallup)                    | 59      |
| US Billboard 200                      | 100     |
| US Top R&B/Hip-Hop Albums (Billboard) | 53      |

## Сертифікації та продажі
| Регіон                                                                                          | Сертифікація | Продажі  |
| ----------------------------------------------------------------------------------------------- | ------------ | -------- |
| Австрія (IFPI Austria)                                                                          | Золотий      | 25 000*  |
| Франція (SNEP)                                                                                  | 2× Золотий   | 200 000* |
| Німеччина (BVMI)                                                                                | Золотий      | 250 000^ |
| Нідерланди (NVPI)                                                                               | Золотий      | 50 000^  |
| Швейцарія (IFPI Switzerland)                                                                    | Золотий      | 25 000^  |
| Швеція (IFPI Sweden)                                                                            | Золотий      | 50 000^  |
| Велика Британія (BPI)                                                                           | Платиновий   | 300 000^ |
| США (RIAA)                                                                                      | Золотий      | 500 000^ |
| *продажі, що базуються лише на сертифікаціях ^відвантаження, що базуються лише на сертифікаціях |              |          |